# Amni

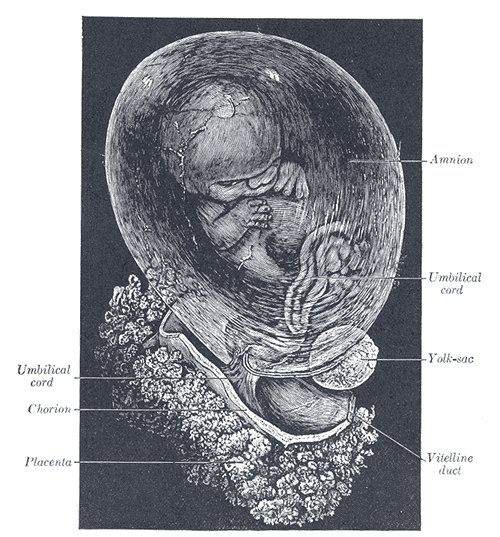
Fetus humà dins de l'amni.

L'amni és un òrgan embrionari en forma de sac membranós. Es troba només als amniotes, que precisament reben el seu nom a aquesta estructura.